# Paracoptops toxopoei
Paracoptops toxopoei är en skalbaggsart som beskrevs av Aurivillius 1926. Paracoptops toxopoei ingår i släktet Paracoptops och familjen långhorningar. Inga underarter finns listade i Catalogue of Life.